# Pasha Hristova
Pasha Hristova, född 16 juli 1946, död 21 december 1971, var en bulgarisk popsångerska med framgångar under slutet av 1960-talet och början av 1970-talet. Hennes mest kända låt var Edna balgarska roza vilket betyder "En bulgarisk ros". Hon dog i en flygolycka 1971.